# FK Gorštak Kolašin
FK Gorštak nogometni је klub iz Kolašina, Crna Gora. Trenutno natječe se u Središnoj regiji Treće lige Crne Gore.

## O klubu
FK Gorštak osnovan je 1927. godine, kao prva fudbalska ekipa iz Kolašina. Tijekom sljedećeg desetljeća momčad je igrala u crnogorskom nogometnom prvenstvu, ali bez značajnijeg uspjeha.

Najpoznatija utakmica u Kolašinu iz tog vremena bila je protiv ugledne crnogorske ekipe Budućnost Podgorica (1:7), kojoj je prisustvovalo 1000 gledatelja.

Nakon Drugog svjetskog rata FK Gorštak je igrao kvalifikacije za Crnogorsku republičku ligu. Prvi veliki uspjeh dogodio se u sezoni 1969./70. kada je FK Gorštak osvojio naslov prvaka Četvrte lige – Središnje regije i izborio prvi plasman u Crnogorsku republičku ligu. U nastavku 20. stoljeća Kolašinci su većinu sezona proveli u najnižem rangu, uz još dva plasmana u Republičku ligu (sezone 1984./85. i 1990./91.). Tijekom 1990-ih momčad je provela nekoliko sezona u crnogorskoj republičkoj ligi i to je desetljeće najvećih rezultata momčadi u povijesti. Nakon financijskih poteškoća, FK Gorštak ispada iz Republičke lige u sezoni 1999./00. što mu je bila posljednja godina u tom natjecanju.
Nakon osamostaljenja Crne Gore (2006.) FK Gorštak postaje član najnižeg ranga (Treće lige Crne Gore). Od tada je momčad stalni član natjecanja, bez značajnijih pokušaja ili ambicija da se izbori za promociju u Drugu ligu zbog financijskih problema.
U sezonama 2011./12. i 2015./16. FK Gorštak igrao je u finalu Kupa središnje regije, ali je oba puta poražen. Tim rezultatom Kolašinci su se plasirali u Kup Crne Gore. Prvi put u sezoni 2012./13. iznenađujuće su slavili u prvom kolu protiv OFK Bara (1:0), ali su ispali u osmini finala od prvoligaša OFK Grbalj (0:2 i 0:3). Sljedeći put, u prvom kolu Kupa Crne Gore 2016./17., FK Gorštak je ispao od FK Brskovo nakon jedanaesteraca (2:4).

## Stadion
FK Gorštak svoje domaće utakmice igra na Stadionu u Lugu, na obali rijeke Tare. Stadion je izgrađen tijekom 1960-ih. FK Gorštak je 2016. godine predstavio projekt obnove stadiona, planiranog kapaciteta 1968 mjesta.
U blizini glavnog terena nalazi se još jedan stadion – teren hotela Bianka, s dvije tribine i kapacitetom od 1000 mjesta. Crnogorski nogometni savez je 2013. godine izgradio dodatni teren s umjetnom travom, tako da kolašinski nogometni kompleks danas ima tri terena.
Osim utakmica FK Gorštak, tijekom ljetnih mjeseci, zbog dobre klime i smještaja, stadion se koristi za prijeteljske utakmice, turnire, treninge i pripreme mnogih nogometnih reprezentacija iz regije (Crna Gora, Srbija i Albanija).

## Ostali sportovi
Osim nogometa, ŠK Gorštak djeluje i u drugim sportovima. U sastavu Društva su košarkaška, odbojkaška i stolnoteniska ekipa.

Njihov košarkaški klub (KK Gorštak) dao je jednog od najvećih crnogorskih igrača – Vladu Šćepanovića, koji je rođen u Kolašinu.

## Uspjesi
Regionalna liga Crne Gore — Sjeverna regija
- 1969./70., 1984./85., 1990./91.

## Vanjske poveznice
- Profil na srbijasport.net